# يوليوس وايت
يوليوس وايت (بالإنجليزية: Julius White)‏ هو دبلوماسي وضابط أمريكي، ولد في 23 سبتمبر 1816 في كازينوفيا في الولايات المتحدة، وتوفي في 12 مايو 1890 في إيفانستون في الولايات المتحدة.